# 瀧潤次郎
瀧 潤次郎（たき じゅんじろう、1908年（明治41年）2月20日 - 2002年（平成14年）5月4日）は、日本の愛知県名古屋市出身の実業家。瀧定株式会社で社長を務めた。

## 略歴
1908年（明治41年）2月20日、父・瀧廣三郎と母・まつのの次男として愛知県名古屋市に生まれる。
東京帝国大学経済学部卒業後、瀧定合名会社に入社。
1933年、大阪支店に勤務。代表社員を経て、1940年に副社長へ就任。1943年からは社長を務めた。
1959年2月10日、名古屋商工会議所副会頭に就任。
1970年、代表を退任し、会長に就く。1980年、相談役に就任。
2002年5月4日、死去。享年94。